# Lamberto Leoni
Lamberto Giuseppe Lucca Leoni (* 24. Mai 1953 in Argenta) ist ein ehemaliger italienischer Automobil- und Motorbootrennfahrer. Er lebt heute in Monte Carlo.

## Karriere als Rennfahrer
Nachdem Leoni in der italienischen Formel-3-Meisterschaft und der Formel 2 mit wechselnden Ergebnissen gestartet war, versuchte er 1977 mit einem gekauften Surtees TS19 beim Großen Preis von Italien zu starten, konnte sich aber nicht für das Rennen qualifizieren. 1978 ging er zu Ensign, verließ das Team aber wieder nach zwei weiteren gescheiterten Qualifikationen.
Leoni kehrte in die Formel 2 zurück, aus der später die Formel 3000 hervorging. 1986 gründete er sein eigenes Rennteam First Racing. Der Versuch, mit diesem Team und dem neu konstruierten First F189 in die Formel 1 einzusteigen, scheiterte.

## Motorbootsport
1992 stieg Leoni in den Rennbootsport ein. Von 1993 bis 1998 startete er mit italienischer und von 2003 bis 2004 mit monegassischer Lizenz in der Offshore-Serie Class 1. 1997 wurde zusammen mit dem Italiener Edoardo Polli im Boot Bilboa Vizewelt- und Vizeeuropameister. Die gleichen Titelerfolge wiederholte er 2003 noch einmal, wieder zusammen mit Edoardo Polli, dieses Mal im Boot Highlander. Er gewann in dieser Zeit acht Grand-Prix-Rennen.

## Statistik

### Statistik in der Automobil-Weltmeisterschaft
Diese Statistik umfasst alle Teilnahmen des Fahrers an der Automobil-Weltmeisterschaft, die heutzutage als Formel-1-Weltmeisterschaft bezeichnet wird.

#### Einzelergebnisse
| Saison | 1   | 2   | 3   | 4 | 5 | 6 | 7 | 8 | 9 | 10 | 11 | 12 | 13  | 14 | 15 | 16 | 17 |
| ------ | --- | --- | --- | - | - | - | - | - | - | -- | -- | -- | --- | -- | -- | -- | -- |
| 1977   |     |     |     |   |   |   |   |   |   |    |    |    |     |    |    |    |    |
|        |     |     |     |   |   |   |   |   |   |    |    |    | DNQ |    |    |    |    |
| 1978   |     |     |     |   |   |   |   |   |   |    |    |    |     |    |    |    |    |
| DNF    | DNS | DNQ | DNQ |   |   |   |   |   |   |    |    |    |     |    |    |    |    |

| Legende  | Legende            | Legende                                                          |
| Farbe    | Abkürzung          | Bedeutung                                                        |
| -------- | ------------------ | ---------------------------------------------------------------- |
| Gold     | –                  | Sieg                                                             |
| Silber   | –                  | 2. Platz                                                         |
| Bronze   | –                  | 3. Platz                                                         |
| Grün     | –                  | Platzierung in den Punkten                                       |
| Blau     | –                  | Klassifiziert außerhalb der Punkteränge                          |
| Violett  | DNF                | Rennen nicht beendet (did not finish)                            |
| Violett  | NC                 | nicht klassifiziert (not classified)                             |
| Rot      | DNQ                | nicht qualifiziert (did not qualify)                             |
| Rot      | DNPQ               | in Vorqualifikation gescheitert (did not pre-qualify)            |
| Schwarz  | DSQ                | disqualifiziert (disqualified)                                   |
| Weiß     | DNS                | nicht am Start (did not start)                                   |
| Weiß     | WD                 | zurückgezogen (withdrawn)                                        |
| Hellblau | PO                 | nur am Training teilgenommen (practiced only)                    |
| Hellblau | TD                 | Freitags-Testfahrer (test driver)                                |
| ohne     | DNP                | nicht am Training teilgenommen (did not practice)                |
| ohne     | INJ                | verletzt oder krank (injured)                                    |
| ohne     | EX                 | ausgeschlossen (excluded)                                        |
| ohne     | DNA                | nicht erschienen (did not arrive)                                |
| ohne     | C                  | Rennen abgesagt (cancelled)                                      |
| ohne     | keine WM-Teilnahme |                                                                  |
| sonstige | P/fett             | Pole-Position                                                    |
| sonstige | 1/2/3/4/5/6/7/8    | Punktplatzierung im Sprint-/Qualifikationsrennen                 |
| sonstige | SR/kursiv          | Schnellste Rennrunde                                             |
| sonstige | *                  | nicht im Ziel, aufgrund der zurückgelegten Distanz aber gewertet |
| sonstige | ()                 | Streichresultate                                                 |
| sonstige | unterstrichen      | Führender in der Gesamtwertung                                   |

### Le-Mans-Ergebnisse
| Jahr | Team         | Fahrzeug  | Teamkollege     | Teamkollege   | Platzierung | Ausfallgrund |
| ---- | ------------ | --------- | --------------- | ------------- | ----------- | ------------ |
| 1988 | Italya Sport | March 87C | Anders Olofsson | Akio Morimoto | Ausfall     | Motorschaden |